# Makita

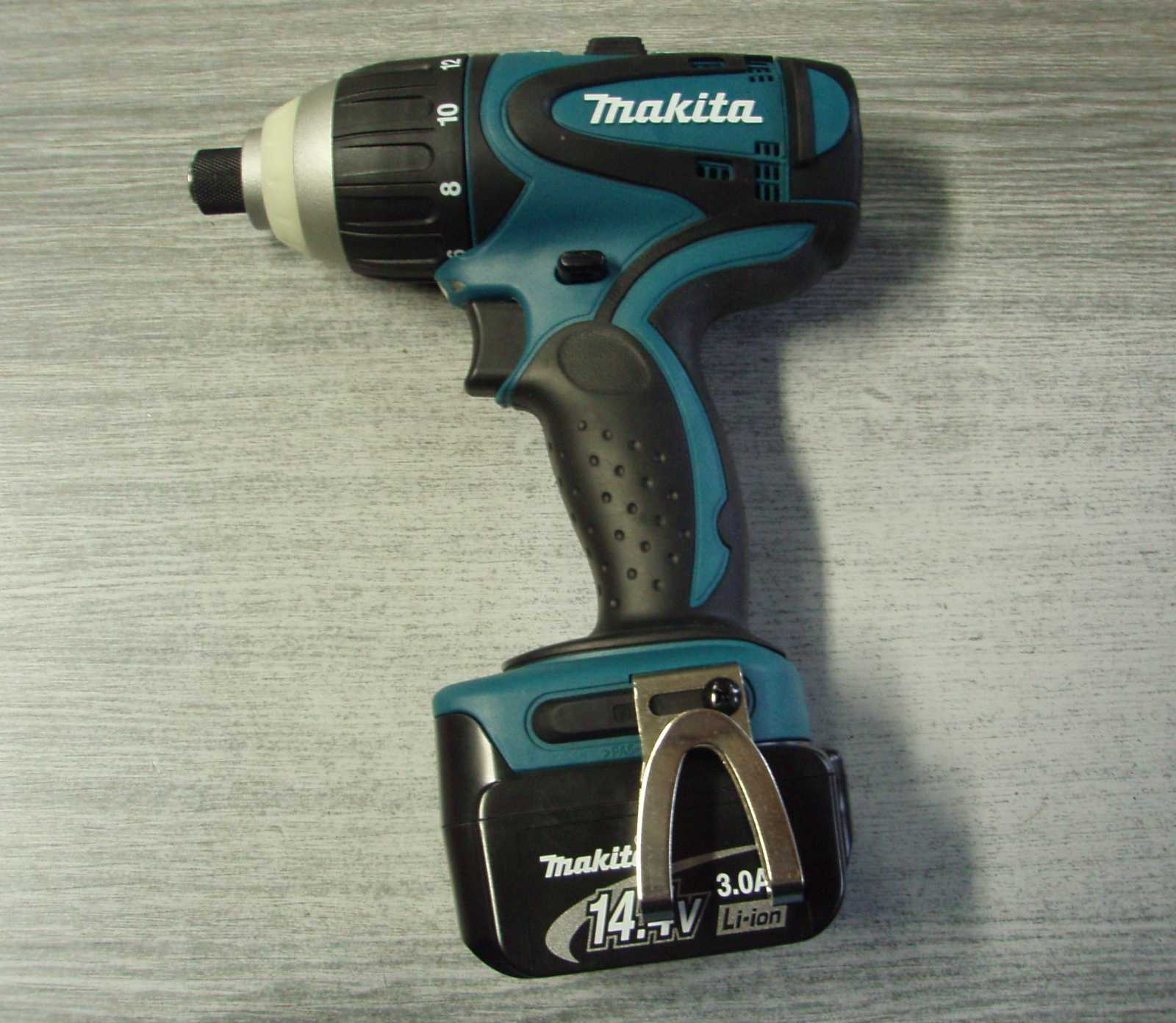
Unealtă electrică de mână Makita

Makita este o companie producătoare de scule electrice din Japonia.
Grupul japonez deține unități de producție de mașini electrice de găurit, șurubelnițe electrice, rotopercutoare, fierăstraie electrice, motofierăstraie, generatoare în Japonia, China, Statele Unite, Marea Britanie, Canada, Brazilia și Germania.
Grupul a fost format în 1915 de către Masaburo Makita în localitatea Nagoya din Japonia având ca domeniu de activitate vânzarea, repararea motoarelor și transformatoarelor electrice.
În 1955, Jujiro Goto devine președintele Makita, cel care avea sa transforme compania într-un grup internațional puternic.
Corporația Makita a realizat la sfârșitul anului financiar încheiat în martie 2007 afaceri de 1,7 miliarde euro.
Compania este prezentă și în România, unde deține o fabrică de scule electrice în localitatea Brănești, județul Ilfov.